# Монти, Мишель
Мишель Монти (итал. Michele Monti; 5 июня 1970, Розиньяно-Мариттимо, Тоскана — 8 декабря 2018, Рим) — итальянский дзюдоист, чемпион и призёр чемпионатов Италии, бронзовый призёр чемпионатов Европы и мира, участник двух Олимпиад.

## Карьера
Выступал в средней (до 86-90 кг) и полутяжёлой (до 100 кг) весовых категориях. В 1991-2005 годах шесть раз становился чемпионом Италии, один раз серебряным и дважды бронзовым призёром чемпионатов страны. Бронзовый призёр континентального чемпионата 2004 года в Бухаресте. В 1997 году стал бронзовым призёром чемпионата мира.
На летних Олимпийских играх 2000 года в Сиднее, выступая в средней категории, в первой же схватке проиграл аргентинцу Эдуардо Коста и выбыл из борьбы за медали.
На следующей Олимпиаде в Афинах, выступая в полутяжёлой категории, в первой схватке Монти чисто победил канадца Николя Жиля. В следующей схватке он проиграл чистым броском израильтянину Ариэлю Зеэви и выбыл из дальнейшей борьбы.